# Guil
Il Guil è un fiume della Francia, affluente di sinistra della Durance. Il suo percorso si snoda interamente nel dipartimento delle Alte Alpi.

## Percorso
Il torrente nasce non lontano dal Monviso, dal Lac Lestio (comune di Ristolas). La sua valle è comunemente chiamata Queyras. Dopo un percorso di 51,6 km si getta nella Durance all'altezza di Mont-Dauphin.

## Affluenti

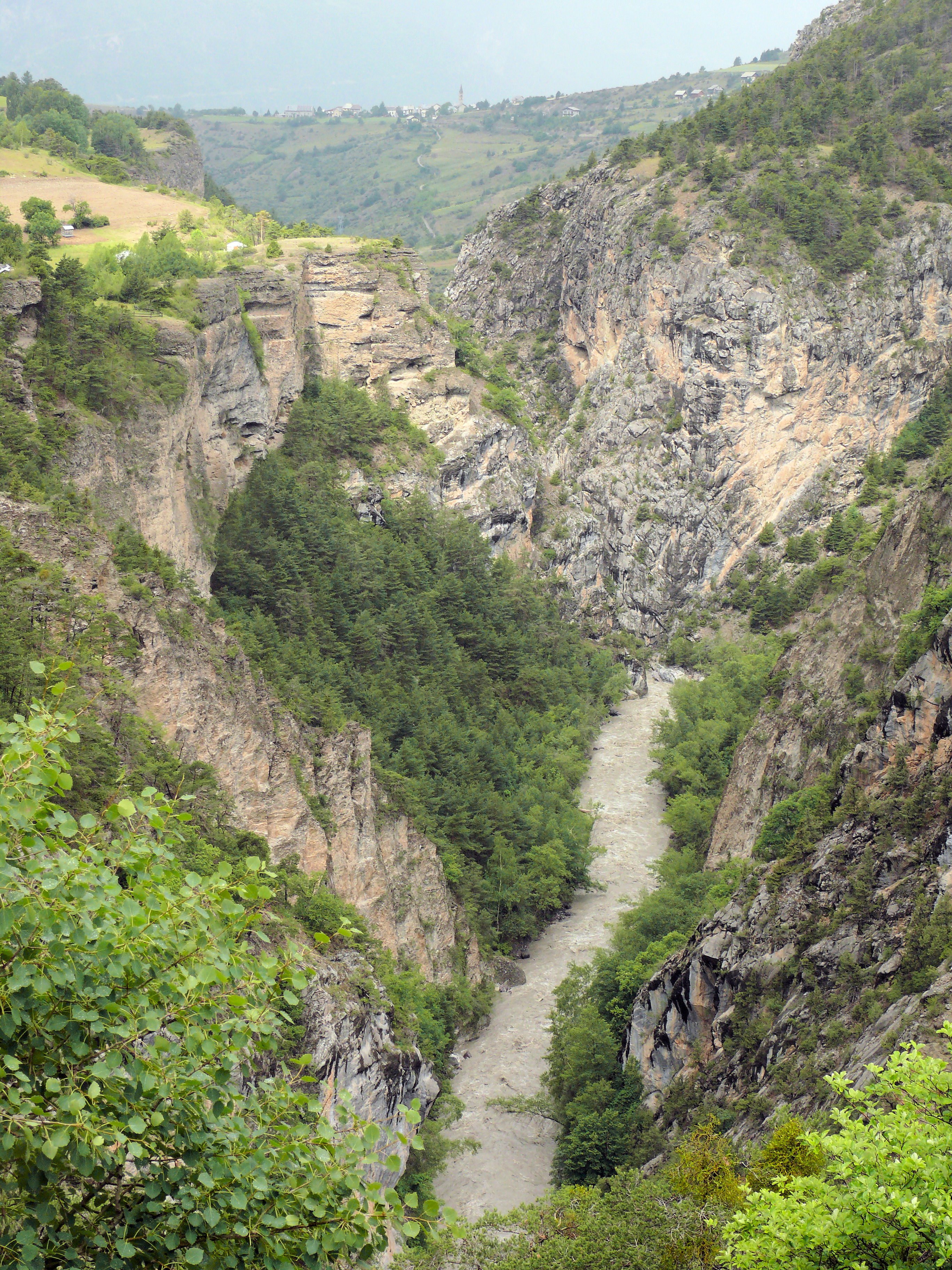
Le gole del Guil presso Guillestre

Il Guil ha 55 affluenti censiti dalla SANDRE , tra i quali:
- Fontenil (rs[2]), 1.7 km sul solo comune di Ristolas.
- Malrif (rd), 7.3 km sul solo comune di Abriès, con due affluenti:
  - Torrent de Goutane (rd), 1.2 km sul solo comune di Abriès.
  - Torrent des Tioures (rd), 1.8 km sul solo comune di Abriès.
- Cristillan (rs), 19.7 km sui tre comuni di Guillestre, Eygliers e Ceillac e con 8 affluenti.
- Torrent de Chagne (rs), 19.5 km su vari comuni, con 16 affluenti.
- Riéou (rd), 0.9 km sul solo comune di Eygliers.